# Zygophyllum atriplicoides
Zygophyllum atriplicoides là một loài thực vật có hoa trong họ Zygophyllaceae. Loài này được Fisch. & C.A. Mey. miêu tả khoa học đầu tiên.